# Rafael González Pacheco
Rafael María González Pacheco, (Santiago del Burrero, hoy Santiago de Trujillo, Estado Trujillo, Venezuela, 7 de enero de 1857 - Caracas, Venezuela, 17 de diciembre de 1905) fue un abogado, militar y político venezolano. Cursó estudios en La Sorbona de París y llegó al rango de general en el ejército venezolano. Ocupó el cargo de gobernador de Trujillo y combatió a los generales Leopoldo Baptista y Juan Bautista Araujo (El Leon de la Cordillera). Luchó también durante la Revolución Liberal Restauradora, obteniendo una de las victorias cerca de Tovar. Posteriormente fue nombrado gobernador de Lara hasta el estallido de la Revolución Libertadora donde defendió Altos Mirandinos, Los Teques y contribuyó a la toma de Barquisimeto. Historiadores como Eleazar López Contreras entre otros lo han calificado de jefe militar competente, valiente y abnegado.

## Vida familiar
Era hijo de José Emigdio González Villa, abogado, político y gobernador de la Sección Trujillo del Estado Los Andes, y de Ysabel Ana Pacheco, nieta del General Merideño Santos Pacheco. Casado con  Doña Francisca Araujo de González Pacheco con la cual tuvo varios hijos.

## Formación y primeros actos de gobierno
Antes de obtener su título de abogado en la ciudad de Caracas, se inició en el fragor de la lucha revolucionaria en el año 1878, en el alzamiento del General Ramón Ayala, habiendo recibido su bautizo de fuego ese mismo año en el pueblo de Petare, cayendo prisionero una vez sometido el alzamiento. No obstante, pudo culminar su carrera en el año 1882, trasladándose después de su graduación a la ciudad de París, Francia, donde cursó estudios en la Universidad de la Sorbona.
Una vez finalizados, regresó a su Estado natal de Trujillo donde ejerció su profesión de abogado, dio clases en el Colegio de Varones de Trujillo y desarrolló actividades del cultivo del campo en las propiedades familiares. Para el año 1892 fue designado Jefe del Estado Mayor del Ejército del Estado Trujillo al mando del General Diego Bautista Ferrer,por recomendación del asesor militar Italiano, Luis Napoleón Mazzei-Braschi Gogarre,   quien, por instrucciones del Presidente del Estado Los Andes, General Espíritu Santo Mendoza, se aprestó a combatir a los alzados del general Bautista y el también general Juan Bautista Araujo, propinándoles una importante derrota en el combate militar de Mocoties, en las cercanías de El Duri.

## Acciones en la Revolución Liberal Restauradora

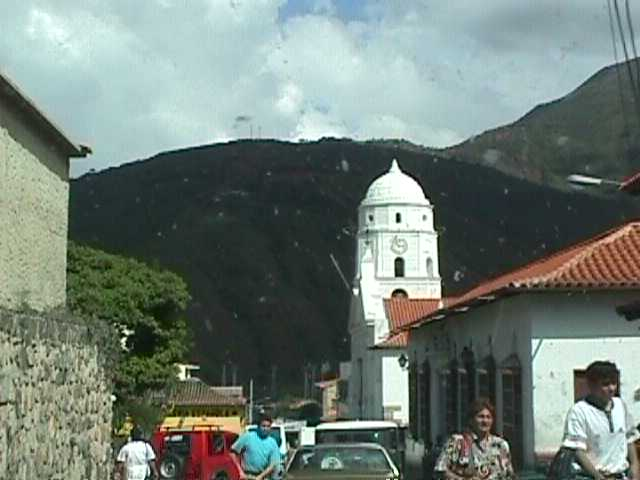
Catedral de Trujillo (Venezuela) localidad de donde fue gobernador González Pacheco.

Más adelante, González Pacheco fue Jefe militar de la Sección Trujillo, gobernador de dicha sección en dos oportunidades y jefe del Partido Liberal Amarillo del Estado cuando, en el año 1899, ocurrió la invasión del General Cipriano Castro por el Estado Táchira, al frente de la Revolución Liberal Restauradora. En aquella oportunidad se encontraba en Caracas, y, por instrucciones expresas del Presidente de la República Ignacio Andrade salió a combatir la Revolución. Se trasladó al Estado Trujillo, donde levantó en armas un ejército de voluntarios de más de 2 000 hombres, pero debido a intrigas del Presidente del Estado Juan Bautista Carrillo Guerra y del mismo Presidente Ignacio Andrade, tuvo que licenciar a la gran mayoría de su contingente, reduciéndolo a 350 efectivos. Con tal cantidad de hombres y con el refuerzo de 150 más que le aportó el General Espíritu Santo Mendoza en la ciudad de Mérida, una vez apertrechado en la ciudad de Sabana de Mendoza, salió a combatir a las fuerzas revolucionarias del General Cipriano Castro.
El 6 de agosto de 1899, entabló combate con las fuerzas revolucionarias al mando del General José María Méndez, en la ciudad de Tovar, Estado Mérida. El enfrentamiento fue sangriento, falleciendo a su inicio el General Méndez, y debiendo ser reforzado por las fuerzas del propio General Castro, dirigidas por el general merideño Jose Tomas Pino. Con ellos obtuvo la victoria por mayoría numérica y una vez agotado el parque de González Pacheco, quien no pudo amunicionarse con la inútil munición enviada por Carrillo Guerra, En esa misma batalla fallece peleando el General Garibaldino José Garbi, Jefe del Estado Mayor de González Pacheco. Tras esa derrota, se retiró a su propiedad en Santiago y alentado por el Dr. José Jesús Gabaldón, el día 20 de septiembre de ese mismo año se levantó en armas contra el gobierno regional y depuso al gobernador Carrillo Guerra, quien fue restituido en su cargo pocos días después, mientras que Gonzalez Pacheco fue derrotado en los combates de Carvajal e Isnotú por las tropas conservadoras del General y doctor, Leopoldo Baptista y las tropas del General Liberal, Gabriel Antonio Briceño Arraiz procedente de Escuque, el día 8 al 12 de octubre de 1899 en la batalla de Isnotú.

## Tras el triunfo de la Revolución
Triunfante la Revolución Liberal Restauradora, en el año 1899 a la cual se había enfrentado, es designado por el propio General Cipriano Castro, Presidente el Estado Lara, sustituyendo al General Jacinto Lara. Debido a la inestabilidad existente por focos guerrilleros en el Estado se ve obligado a entrar en campaña para combatirlos. Realizó una intensa labor militar a raíz del levantamiento del General Manuel Antonio Matos, en la llamada “Revolución Libertadora” en donde son bien conocidos los hechos de armas del sitio de Barquisimeto, la denominada "Retirada al Centro" desde esa misma ciudad de Barquisimeto, reseñada por su audacia en la prensa internacional, las batallas de Caja Seca, Urachiche, Yaritagua, Duaca, entre otras.
Participó de una manera muy activa en la Batalla de La Victoria, en el año 1902, durante la exitosa defensa de los Altos Mirandinos y la ciudad de Los Teques, que a la sazón era asiento de la Capital de la República, según Decreto del General Juan Vicente Gómez.  Bajo su mando estuvo el contingente de tropa que participó en el combate de Las Canales, el 8 de noviembre de 1902, el cual además de ser el último enfrentamiento, determinó el definitivo cese al fuego de dicha batalla. Posteriormente tiene participación importante al lado del General Juan Vicente Gómez para la toma definitiva de Barquisimeto en el mes de mayo de 1903, de cuyo Estado era Gobernador. Esta fecha significó su retiro definitivo de las actividades militares por su precario estado de salud. Al final de sus días fue designado Presidente del Estado Carabobo y posteriormente Presidente del Estado Lara, cargo que desempeñaba para la fecha de su fallecimiento ocurrido en la ciudad de Caracas el 17 de diciembre de 1905. Su muerte constituyó todo un acontecimiento nacional, debido a la exhortación que en ese sentido hiciera el Presidente de la República, General Cipriano Castro, en telegrama de fecha 18 de diciembre de 1905.

## Visión historiográfica
Sobre  el Doctor y General Rafael González Pacheco, se han dicho muchas cosas, y se han silenciado muchas más, pero la mayoría concuerdan con las altas virtudes y cualidades como caballero y ser humano, las cuales fueron altamente demostradas en su vida pública, así como su valor, entereza e inteligencia en combate, que le granjearon celos en el propio General Cipriano Castro, y una demostrada admiración en el General Juan Vicente Gómez. Trujillano de origen, supo granjearse la estima de los habitantes del Estado Lara, al frente de cuya Primera Magistratura impulsó la estabilidad y progreso de esa entidad. El General en jefe Eleazar López Contreras expresó lo siguiente:

González Pacheco, por ejemplo era superior a Gómez como militar, pero no tuvo la oportunidad ni elementos suficientes a su disposición en las campañas de Trujillo, Lara y los altos de Caracas, porque Castro recelaba del valor, audacia, inteligencia y abnegación de ese jefe.
(López Contreras, 1944).

Por su parte el historiador Mariano Picón Salas, ante el hecho de la prematura muerte del Doctor y General Rafael González Pacheco acaecida en el año 1905, escribió: "[…] el General Rafael González Pacheco[…] Se apuntaba en el panorama militar del país como el único jefe cuyo valor, equilibrio y virtud podía competir con el prestigio de Castro. [….] Se le hicieron solemnes funerales, y don Cipriano debió pensar que su destino era ya firme, libre e imperturbable como la marcha del sol entre los planetas tributarios." Uno de los epitafios dedicados a él fue:

González Pacheco es quizás el último representante ilustre de ese híbrido venezolano del doctor y general
Domingo Alberto Rangel (1974). 